# Veia pectinata
Veia pectinata är en fjärilsart som beskrevs av Holloway 1979. Veia pectinata ingår i släktet Veia och familjen nattflyn. Inga underarter finns listade i Catalogue of Life.